# スミスフィールド (ノースカロライナ州)
スミスフィールド（英: Smithfield）は、アメリカ合衆国ノースカロライナ州の町。ジョンストン郡の郡庁所在地である。人口は1万1292人（2020年）。町内にはアバ・ガードナー博物館があり、ニュース川沿いに位置し、観光客が毎年開催されるスミスフィールド・ハム・アンド・ヤム祭を楽しみ、バッファロー・クリーク・グリーンウェイ沿いや歴史ある中心街地区の歩行を楽しむ。町はノースカロライナ州の有名なリサーチ・トライアングル都市圏に属している。州都ローリーの南東47kmに位置している。またローリー・ダーラム・ケーリー広域都市圏に入っており、その都市圏人口は200万人を超えている。

## 歴史
スミスフィールド町内のアメリカ合衆国国家歴史登録財としては、アトキンソン・スミス邸、ブルックリン歴史地区、スミスフィールド中心街歴史地区、、フッド兄弟ビル、フッド・ストリックランド邸、ジョンストン郡庁舎、ノーススミスフィールド歴史地区、スミスフィールド・フリーメイソン支部、アメリカ合衆国旧郵便局、ワトソン・サンダース邸がある。

## 地理
スミスフィールド町は北緯35度30分33秒 西経78度20分47秒 / 北緯35.50917度 西経78.34639度 (35.509129, -78.346456)に位置している。
アメリカ合衆国国勢調査局に拠れば、町域全面積は11.4平方マイル (30 km2)であり、このうち陸地11.4平方マイル (30 km2)、水域率は0.09%である

## 人口動態
以下は2000年の国勢調査による人口統計データである。
| 基礎データ - 人口: 11,510 人 - 世帯数: 4,417 世帯 - 家族数: 2,676 家族 - 人口密度: 389.1人/km2（1,007.6 人/mi2） - 住居数: 4,674 軒 - 住居密度: 158.0軒/km2（409.2 軒/mi2） 人種別人口構成 - 白人: 62.66% - アフリカン・アメリカン: 30.99% - ネイティブ・アメリカン: 0.43% - アジア人: 0.63% - 太平洋諸島系: 0.02% - その他の人種: 4.14% - 混血: 1.13% - ヒスパニック・ラテン系: 9.90% | 年齢別人口構成 - 18歳未満: 21.3% - 18-24歳: 8.3% - 25-44歳: 29.2% - 45-64歳: 22.9% - 65歳以上: 18.2% - 年齢の中央値: 39歳 - 性比（女性100人あたり男性の人口） - 総人口: 99.4 - 18歳以上: 97.6 世帯と家族（対世帯数） - 18歳未満の子供がいる: 26.6% - 結婚・同居している夫婦: 42.1% - 未婚・離婚・死別女性が世帯主: 14.9% - 非家族世帯: 39.4% - 単身世帯: 35.7% - 65歳以上の老人1人暮らし: 16.3% - 平均構成人数 - 世帯: 2.30人 - 家族: 2.97人 | 収入と家計 - 収入の中央値 - 世帯: 27,813米ドル - 家族: 37,929米ドル - 性別 - 男性: 29,567米ドル - 女性: 24,440米ドル - 人口1人あたり収入: 18,012米ドル - 貧困線以下 - 対人口: 20.6% - 対家族数: 14.5% - 18歳未満: 27.1% - 65歳以上: 19.2% |

## 文化
町内にあるエヴァ・ガードナー博物館は、郡内で生まれ育った伝説の映画女優エヴァ・ガードナーの原稿、映画ポスター、衣装、所有品などを集めている。スミスフィールド中心街にあるジョンストン郡文化遺産センターは郡全体の工作物を集めている。地方の歴史や系譜を調べるには国内でも設備の良い場所として知られている。ジョンストン郡芸術委員会は郡内とその学校での芸術を奨励している。毎年エヴァ・ガードナー映画祭を開催し、この女優の人生を祝っている。2008年の祭では、世界、州、地域での封切りを含め4つの劇場で40以上の映画を上映した。

## 教育
- サウススミスフィールド小学校
- ウェストスミスフィールド小学校
- スミスフィールド中学校
- サウスキャンパス・コミュニティスクール
- ジョンストン郡ミドルカレッジ高校
- ジョンストン郡アーリーカレッジ・アカデミー
- スミスフィールド・セルマ高校
- ニュース・チャータースクール
- ジョンストン・コミュニティカレッジ

## 医療
- ジョンストン医療センター（ジョンストン・ヘルスの一部）

## 著名な出身者
- エヴァ・ガードナー - ハリウッド女優
- グレゴリー・ヘルムズ - プロレスラー
- アンバー・オニール - プロレスラー
- ジェリー・サンズ - メジャーリーグベースボール選手、クリーブランド・インディアンス